# ساوانورو
ساوانورو (به انگلیسی: Savanur) یک منطقهٔ مسکونی در هند است که در بخش هاوری واقع شده‌است. ساوانورو ۵٫۴۹ کیلومتر مربع مساحت و ۳۵٬۵۶۳ نفر جمعیت دارد و ۵۷۳ متر بالاتر از سطح دریا واقع شده‌است.